# Hura Collective
Hura Collective (někdy uváděna jako Hurá collective) je výtvarná skupina, která vznikla v Praze v roce 2001 jako volné sdružení umělců spojených podobnými řemeslnými základy. Skupina zaštiťuje jejich aktivity a výstupy jako jsou výstavy, divadelní produkce a publikační činnost.

## Podrobněji
Umělci ve skupině Hura Collective nejsou spojeni žádným jednotícím výtvarným programem, ale spíše přátelstvím. Všichni členové mají něco společného s divadlem. Sdružení je proti samoúčelnému tzv. modernímu umění bez myšlenky. Jeho členové vyznávají tradiční výtvarná řemesla (sítotisk, grafiku, malbu).
Logo výtvarné skupiny Hura Collective je tvořeno okřídlenou myší umístěnou v otočném kole. To je z vnitřní strany hladké, ale na vnější straně je opatřeno technickým ozubením. Okřídlená myš s „netopýřími“ křídly je zobrazena z profilu, stojí na zadních nohou, předními se dotýká vnitřku otočného ozubeného kola a zdá se, že běží v tomto nekonečném otáčivém „kole pro křečky“. Logo symbolicky vyjadřuje motto celé skupiny: „umělec je sice neustále zapřažen v jednom kole, ale tvorba mu dává křídla“.

### Složení výtvarné skupiny

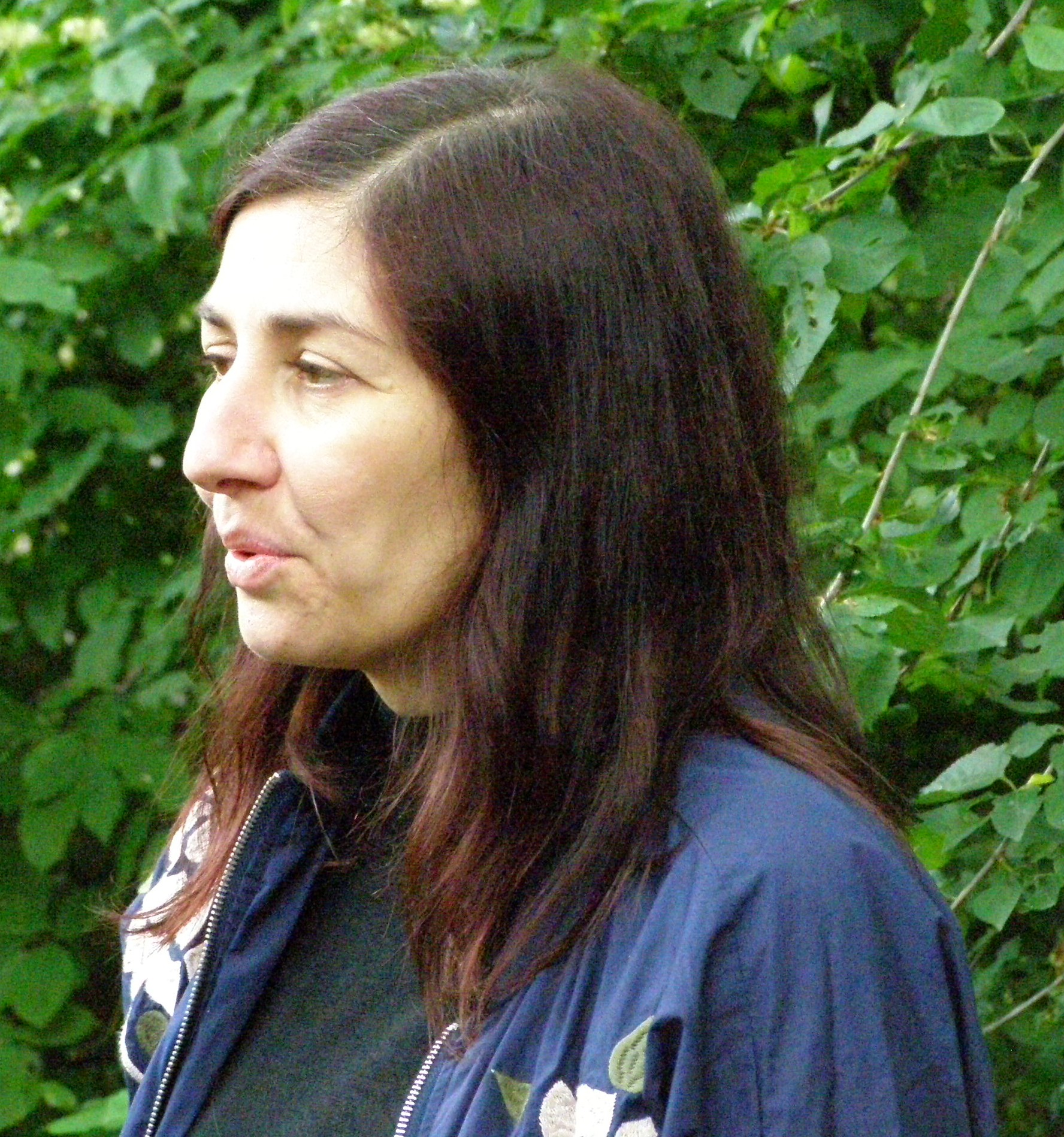
Leona Telínová – jedna ze dvou členek výtvarné skupiny Hura Collective

Skupina je složena z následujících výtvarníků:
- Jan Bažant (alias Honza Bažant nebo Hza Bažant; * 5. července 1979 Praha) – scénograf, loutkář, grafik, komiksový autor, vysokoškolský pedagog. Některé jeho grafiky jsou založeny na komiksovém principu.[3] V Hura Collective se věnuje scénografii, ilustracím a multimédiím.
- Michal Blažek (* 13. června 1979 Praha) – malířský autodidakt. V ateliéru v Praze se věnuje dílům – monumentálním velkoformátovým krajinám[3] se snovým vzezřením a s originální perspektivou.[5] V Hura Collective se věnuje malbě.
- Leona Telínová, celým jménem Leona Bažant Telínová (alias Telona; * 1979) je zakládající členkou skupiny. V letech 2008 až 2009 se podílela na provozu nezávislé galerie Hygienická stanice v Praze na Vinohradech. Pro tento projekt vytvářela programovou koncepci a fotografie. V Hura Collective se věnuje fotografiím a multimédiím.
- Kateřina Boudriot Bažantová (* 21. srpna 1976 Praha) alias „ktaiwanita“. V roce 2008 se podílela na založení a chodu sítotiskové dílny a galerie Hygienická stanice v Praze na Vinohradech. V Hura Collective se věnuje grafice a multimédiím.
- Adam Novák (* 17. června 1980 Praha) – Absolvent Uměleckoprůmyslové školy scénografické. Herec (v mladém věku ztvárnil roli Petra Bajzy v seriálu Bylo nás pět), scénograf a výtvarný umělec, který ve volné tvorbě maluje, vytváří sochy a navrhuje dekorace.[6] Tvůrce velkoformátových obrazů (některé s kavárenskou tematikou) s vnitřními mikro–příběhy podněcujícími fantazii diváka.[3] V Hura Collective se věnuje malbě.

### Hygienická stanice
Alternativní prostor nazvaný Hygienická stanice byl založen na místě bývalého hygienického střediska v Praze na Vinohradech v říjnu 2008 výtvarnými umělci ze sdružení Hura Collective. Sestával z galerie, sítotiskové dílny a obchodu („Hurashop“), kde se prodávaly komiksy, časopisy o umění a výtvarné práce. Galerie byla zaměřena na aktuální tvorbu (malby, kresby nebo fotografie ve stylu pop art, tattoo art, pop surrealismus, komiks, ...) mladých umělců tvořících s médii a námětově se zaměřujících na tzv. nízkorozpočtové (undergrandové) výtvarné umění „lowbrow“ art (pop surrealismus). Činnost Galerie Hygienická stanice byl ukončen.

## Kolektivní výstavy (výběr)
- 2008 – Hygienicka stanice, Praha
- 2010 – Hura, Trafačka (Trafo Galerie), Praha
- 2015 – Hura Collective, Sýpka Klenová, Klenová (Klatovy)
- 2024 – Piano Nobile (česky: vznešené patro), Villa Koulka, Praha 5; (Telona, Jan Bažant, Michal Blažek)